# أنشيصور
الأنشيصور (الاسم العلمي:†Anchisaurus) هو جنس منقرض من الزواحف يتبع فصيلة الأنشيصورات من رتبة شبيهات عظائيات الأرجل.